# Rawicz II
Rawicz II (Rawa II; czes. z Tošanovic, Tluk; niem. Rava, Tluck) – herb szlachecki, używany m.in. w Polsce, Księstwie Cieszyńskim, Czechach, Austrii, terytoriach Świętego Cesarstwa Rzymskiego.

Rawicz II

Rawicz II – odmiana

## Opis herbu
W polu srebrnym w złotej doniczce trzy czerwone róże z listkami, lub bez. W klejnocie taka sama doniczka z różami.
Labry czerwone podbite srebrem.

### Odmiana herbowa
W polu błękitnym w drewnianej fasce (faska - rodzaj małej beczułki) dziewięć lilii na łodygach z liśćmi. W klejnocie trzy strusie pióra. Labry błękitne podbite złotem.

## Herbowni
Tłuck, Tłuk, Tłuk von Toschonowitz (indygenat 1673), Tłuków, Wysocki.